# Urbano Rattazzi
Urbano Pio Francesco Rattazzi, dit Urbanino, né le 30 juin 1808 à Alexandrie, mort le 5 juin 1873 à Frosinone, est un homme d'État du royaume de Sardaigne.
Appartenant à la gauche modérée de tendance anticléricale, il est un important artisan de l'unité italienne et, avec Giuseppe Mazzini, Giuseppe Garibaldi, Camillo Cavour et Victor-Emmanuel II de Savoie, l'un des acteurs du Risorgimento.
Au cours de sa carrière, il est ministre de l'Intérieur, ministre des Affaires étrangères et président du Conseil. En 1862 et en 1867, président du Conseil des ministres, mais en désaccord avec le roi Victor-Emmanuel II de Savoie, qui refuse de conquérir Rome, capitale du Saint-Siège, il démissionne par deux fois de son poste.

## Biographie

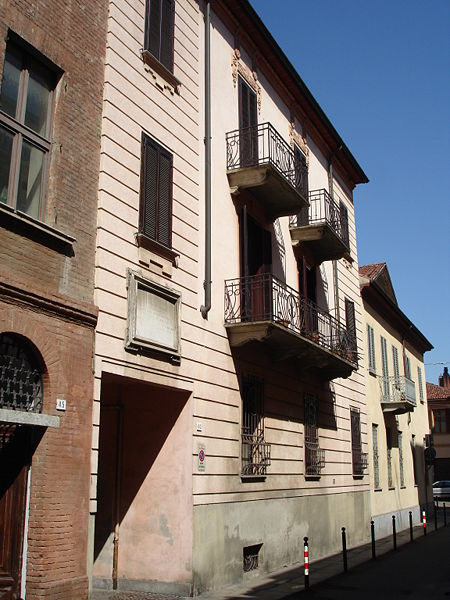
Maison natale d'Urbano Rattazzi appelée également Villa Marina.

Le comte Urbano Rattazzi, descendant d'une famille patricienne appartenant à la petite noblesse de la province de Masio, comté d'Alexandrie, fait ses études au Collegio delle Provincie (Collège des Provinces) de Turin alors capitale du royaume de Sardaigne, et en 1829, il obtient son doctorat de droit. Destiné à une carrière d'avocat, il obtient en 1836 une chaire de professeur à l'université royale de Turin,. Les jésuites, maîtres de l'enseignement, s'opposent à sa pédagogie considérée trop libérale, ce qui renforce les opinions anti-cléricales d'Urbano. En 1838, il s'inscrit au barreau de la cour d'appel de Casale Monferrato, l’ancienne capitale du Montferrat. En quelques années, grâce à son talent, son travail, ses positions politiques, sa virtuosité et son éloquence, Urbano se fait remarquer dans tout le royaume de Sardaigne. Une simple consultation signée par lui, fait autorité, même hors des États de Savoie.
Les électeurs du premier collège d'Alexandrie présentent Urbano Rattazzi, représentant du mouvement libéral, comme candidat à la députation. Élu au premier tour à la chambre des députés, appartenant à la gauche modérée à tendance anticléricale, grand orateur, il devient rapidement le chef de file des libéraux.
Après la bataille de Custoza, le 23 juillet 1848, Urbano Rattazzi devient membre du ministère, formé à la hâte par Charles-Albert, qui ne dure que dix jours. Ses services écartés, il se rallie à l'opposition dans le nouveau ministère, et se range sous la bannière de Vincenzo Gioberti.

## Personnalité et caractère
Urbano Rattazzi, décrit comme un homme travailleur, silencieux, infatigable et modeste, bienveillant à l'égard de tous, attaché au mérite chez ses égaux comme chez ses subalternes, plein de prudence, de retenue, habitué à s'effacer devant l'autorité royale, a fait inscrire dans les codes de l'État, plusieurs lois encore en vigueur en Italie. Personne n'était plus séduisant qu'Urbano Rattazzi, lorsqu'il voulait se donner la peine de l'être, personne n'avait des manières plus séduisantes, lorsqu'il avait besoin de charmer quelqu'un. On l'eut dit élevé à l'ancienne cour.

Le comte Camillo Cavour le décrit ainsi : 

« Il a toujours été le membre le plus conservateur du cabinet, le partisan le plus décidé du principe d'autorité. Le roi, la monarchie, la cause de l'ordre, n'ont pas de partisan plus sincère, plus dévoué que lui. Il est libéral par conviction, il a l'intelligence de l'ordre le plus élevé, il a l'esprit juste et fin. Personne ne saisit plus vite ni mieux que lui une affaire, et il est difficile qu'il se trompe dans ses appréciations, soit des questions politiques, soit des questions administratives »

Le sénateur Luigi Chiala trace un portrait flatteur mais révélateur :

« … que, ce soit comme ministre, ou comme député, Urbano Rattazzi se signale surtout par des qualités oratoires. Il est un très habile avocat parlementaire, qui louvoie toujours dans le positif en pilote expérimenté, qui connaît bien les parages où il se trouve, et qui, s'il s'égare quelquefois, s'égare plutôt par artifice que par erreur. Sa parole est aussi rapide que spontanée, fluide, incisive, hardie et pénétrante. Contrairement à d'autres orateurs, il ne prend jamais de notes. Sa mémoire le sert merveilleusement lorsqu'il expose les arguments qu'il a à combattre. Personne, du reste, n'a plus que lui la facilité du développement des matières en discussion. Ses remarquables qualités d'orateur le rendent, membre du cabinet le mieux écouté après monsieur Camillo Cavour. Sa parole, vive et coulante, vibrante et aiguë, émeut et intéresse toujours. »

## Le parlement subalpin

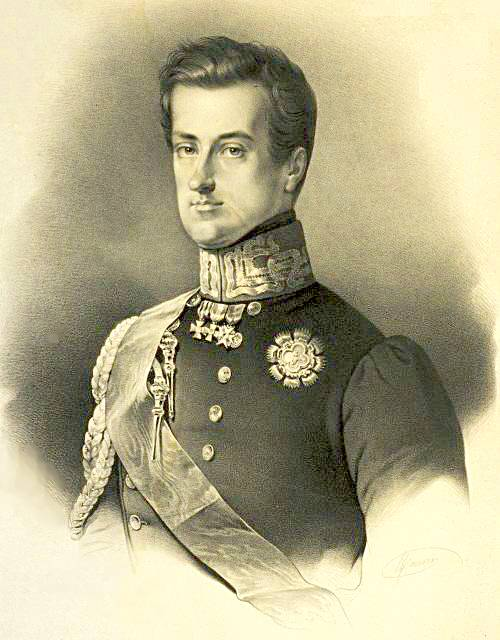
Portrait de Charles-Albert de Sardaigne.

### La religion
L'arrivée aux affaires d'Urbano Rattazzi, ne se fait pas sans heurt, avec des projets de loi sur le mariage civil, des propositions de lois sur l'appropriation par l'État de biens appartenant à des communautés ecclésiastiques, la répression de certains ordres monastiques, et surtout l'éradication de l'Académie ecclésiastique située au palais de la royale académie de Turin, fondée par décision royale le 21 juillet 1833 (proche de la basilique de Superga) s'adressant aux prêtres méritants, met en émoi la population, et cause en 1858 une vive réaction de l'opinion, qui obligeront Rattazzi à démissionner du ministère de la Justice.
Le journal d'Annecy, L'Écho du Mont-Blanc retrace le tableau dans ces termes :

« Les derniers plans du tableau révolutionnaire se dessinent en Piémont. Après l'enrôlement des frères de la Doctrine Chrétienne et de la Sainte Famille sous les drapeaux, pour saper ces instituts par la base; après l'organisation socialiste de l'économat, vient la destruction à peu près complète de l'Académie de la Superga, fondée par le religieux Charles-Albert, adviennent ensuite la présentation d'un nouveau projet de loi sur le concubinage légal, dit mariage civil, et la mise en scène d'un autre, qui doit couronner l'œuvre ministérielle par la spoliation du clergé ! Là sera la fin. Nous serons alors en plein socialisme. Les disciples de Guillaume Marr, de Proudhon et de Giuseppe Mazzini, trouveront la machine gouvernementale toute faite pour fonctionner dans leurs mains. »

Un esprit détestable règne à Turin. Lors d'une réunion, dans une salle municipale, pour la nomination des membres d'un comité de bienfaisance, sont nommés un rabbin et un pasteur vaudois, mais pas de prêtre catholique. « Qui sera perdant, sinon… les pauvres auxquels les dons arrivent plus abondamment par les mains de nos prêtres. La religion dominante doit être accueillie aussi bien que les autres cultes. Le prêtre catholique doit aussi bien être traité que le pasteur vaudois et le rabbin turinois. »

### Paroles de Pie IX
Un journal dont les opinions catholiques sont sujettes à caution aurait rapporté de Florence : « Je ne sais, aurait dit Pie IX, si M. Ratazzi nous traitera mieux que M. Ricasoli, il s'appelle Urbano, et nous devons, par conséquent, supposer qu'il nous traitera avec « urbanité ». »

### Le nouveau gouvernement

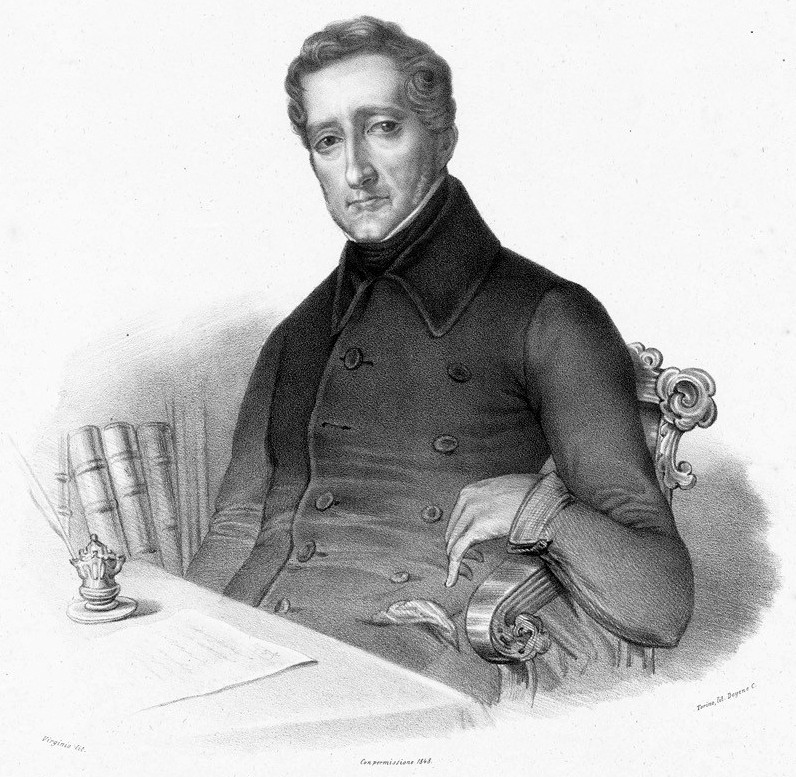
Cesare Balbo président du Conseil des ministres en 1848.

Le Statut albertin est adopté par le royaume de Sardaigne le 4 mars 1848. Par résolution souveraine du 16 mars 1848, le roi Charles-Albert de Sardaigne constitue son nouveau ministère :
- Le comte Cesare Balbo : président du Conseil des ministres ;
- Le marquis Vincenzo Ricci : ministre de l'Intérieur ;
- Le marquis Lorenzo Pareto : ministre des Affaires étrangères ;
- Le comte Ottavio Thaon di Revel : ministre de l'Économie et des Finances ;
- Le chevalier Luigi des Ambrois de Névache : ministre des Travaux publics ;
- Le comte Federigo Sclopis : ministre de la Justice ;
- Le général Antonio Franzini : ministre de la Guerre et de la Marine ;
- Le général Carlo Bon Compagni di Mombello : ministre de l'Instruction publique[13].

### Le soulèvement national

#### L'unité italienne
En 1848, le projet de fusion des territoires de la Lombardie, la Vénétie, Parme et Modène, unis par une attache fédérative avec la Toscane, Rome et Naples, naît au sein du gouvernement de Charles-Albert de Sardaigne et du jeune Victor-Emmanuel II de Savoie. Ce mouvement national italien unitaire, tout en gardant ses spécificités, imprègne Urbano Ratazzi. Ces idées politiques, sociales et culturelles, qui circulent en Europe, font craindre à l'Autriche-Hongrie, la perte de tout pouvoir en Italie et notamment sur la Lombardie et la Vénétie.
Les partis libéraux et républicains s'agitent, Giuseppe Mazzini accompagné de Carlo Cattaneo, Giulio Terzaghi et Enrico Cernuschi, se rendent à Milan, déjà insurgée, pour soulever la jeune bourgeoisie. L'action des libéraux n'a d'autre but que d'engager la Sardaigne et le roi Charles-Albert dans une guerre contre l'Autriche, de conquérir la Lombardie, de légitimer le mécontentement du pays, et d'armer le peuple en révolution.
Le 29 mai 1848, les registres sont ouverts dans les paroisses de la Lombardie, et dès début juin, le rattachement est proclamé par une majorité écrasante de 561 000 voix. Les duchés de Parme et de Modène obtiennent également leur rattachement, et peu de jours avant la chute de Vicence, 140 000 votants de Vénétie complètent la fusion de l'État italien par 123 voix sur 135.
Les républicains de la Jeune Italie et les libéraux sardes, face à la coalition des nouveaux États annexés, se trouvent en minorité. Le parti démocratique accepte l'annexion à n'importe quel prix, ce qui entraîne une crise ministérielle en Sardaigne constitutionnelle (Cesare Balbo est remplacé par un ministère du royaume de la Haute-Italie. Gabrio Casati et le comte Giuseppe Durini représentent la Lombardie, l'avocat Pietro Gioia représente le duché de Plaisance, et Lorenzo Pareto représente Gênes). Les républicains et les libéraux obtiennent, que le statut sarde soit révisé par une assemblée constituante.
Alors que le roi Charles-Albert combat devant Vérone, la majorité gouvernementale qui ne peut se substituer à l'autorité royale, ne peut pas voter pour la fusion des nouvelles provinces. La question est donc déférée. Urbano Rattazzi nommé membre de la commission d'examen et rapporteur, approuve les demandes lombardes, rangeant Lorenzo Pareto, ministre des Affaires étrangères, à ses côtés. La chambre, ayant décrété l'union des États, le ministère, présidé par le comte Cesare Balbo se retire le 25 juillet 1848, et oblige le roi à constituer un nouveau gouvernement. Il charge Gabrio Casati de former un nouveau ministère, dit royaume de Haute-Italie. Urbano Rattazzi, dévoué à la cause sarde, devenu une personnalité politique très influente, reçoit le portefeuille de l'instruction publique.
À peine constitué, le nouveau conseil des ministres de Gabrio Casati apprend que l'armée sarde s'est repliée derrière le Tessin. À cause de cette situation délicate, Charles-Albert confie le pouvoir à un ministère de droite, moins radical envers l'ennemi. Le ministère, présidé par Gabrio Casati (27 juillet 1848 au 15 août 1848), n'aura duré qu'une vingtaine de jours.

#### Le gouvernement Gioberti
Le 16 décembre 1848, le roi Charles-Albert de Sardaigne en collaboration avec Urbano Rattazzi, appelle Vincenzo Gioberti pour former un ministère libéral et démocratique composé de députés de gauche.
Par une résolution souveraine du 17 janvier 1849, le roi Charles-Albert de Sardaigne constitue avec Agostino Chiodo son nouveau ministère à Turin :
- Agostino Chiodo : ministre de la Guerre, puis président du Conseil des ministres, en remplacement de Vincenzo Gioberti, après sa démission du 28 mars 1849 ;
- Le comte Ulisse d'Arco Ferrari : ministre des Affaires étrangères ;
- Urbano Rattazzi : ministre de l'Intérieur ;
- Riccardo Sineo : ministre de la Justice ;
- Marquis Vincenzo Ricci : ministre des Finances ;
- Carlo Cadorna : ministre de la Fonction et de l'Instruction publique ;
- Sebastiano Tecchio : ministre des Travaux publics ;
- Domenico Buffa : ministre de l'Agriculture et du Commerce[18].

Le budget de l'État est déficitaire et les coffres sont vides. Le gouvernement de Vincenzo Gioberti tient à mettre en œuvre une politique nationale engagée vers l'unification. Le parti démocrate sort vainqueur des élections du 17 janvier 1849. Urbano Rattazzi perd son ministère et reprend sa place sur le banc des députés. Allié au président de la Chambre Vincenzo Gioberti, il réussit à écarter le très influent marquis Carlo Alfieri di Sostegno et ses colistiers. Le roi, se croyant entouré par une majorité politique solide et sûr de ses appuis étrangers, réorganise ses troupes. Un conseil officieux lui fait savoir qu'il lui est dévoué, mais qu'il refusera de le suivre sur une voie belliqueuse contre l'Autriche. Le 14 mars 1849, Urbano Rattazzi annonce la reprise des hostilités à la chambre des députés de Turin, en dénonçant la violation de l'armistice austro-sarde, lors de la retraite de l'armée sarde. Cette proposition suscite des applaudissements passionnés à la chambre des députés. Vincenzo Gioberti, réservé sur l'engagement d'une guerre contre l'Autriche, et dépassé par les positions de l'aile gauche (comprenant le parti d'Urbano), démissionne le 29 mars 1849. Le nouveau cabinet se sépare de son président et Urbano Rattazzi reprend sa place de ministres.
Urbano Rattazzi, qui dirige la fraction modérée du parti, se range dans la gauche constitutionnelle. Il est en relation avec Charles-Albert qui se félicite de son soutien à sa politique belliqueuse et le recommande à son fils Victor-Emmanuel II de Savoie comme un des libéraux les plus fidèles. Charles-Albert de Sardaigne cédant aux exigences des libéraux, républicains et autres démocrates, recommence imprudemment la guerre.
Charles-Albert de Sardaigne malgré sa défiance, place au commandement de ses troupes, le général Wojciech Chrzanowski, officier polonais, major-général de l'armée sarde. On cherche un officier convenant mieux, mais sans grand succès. Gerolamo Ramorino se présente au roi qui, bien que réticent, l'engage. La mauvaise connaissance des tactiques militaires, les désaccords au plus haut niveau du commandement, l'impopularité de Chrzanowski dans l'état-major (il ne parle, ni ne comprend l'italien), la trahison attribuée à Gerolamo Ramorino, entraînent la défaite de l'armée sarde à la bataille de Novare, le 23 mars 1849. Urbano Ratazzi soutenu par le parti gouvernemental libéral, reconnaît qu'il a eu tort d'écouter de généreuses mais imprudentes incitations à la revanche et ainsi exposer la couronne royale. Ses adversaires politiques le surnomme alors « l'homme de Novare ».

#### Exil de Charles-Albert de Sardaigne
Malgré des prodiges de bravoure, le 21 mars 1849, Charles-Albert de Sardaigne perd donc la bataille de Novare. Le 23 mars 1849 il abdique en faveur de son fils Victor-Emmanuel II, qui signe le 24 mars 1849 l'armistice de Vignale. Charles-Albert s'expatrie et s'exile à Porto au Portugal. Urbano Rattazzi signe une pétition où il écrit :

« …oui, nous en avons la noble certitude, nous vengerons les douleurs de la patrie, nous affranchirons toute la partie de l'Italie qui porte le cruel joug de l'étranger, nous délivrerons l'héroïque Venise, nous assurerons enfin l'indépendance italienne »

Le parlement apprend que le roi Charles-Albert de Sardaigne est malade et affaibli, et veut donner un dernier hommage au roi, dernier représentant de l'indépendance italienne. La Chambre des députés signe une « lettre missive », et désigne des commissaires pour la lui porter. Urbano Rattazzi accompagné de deux sénateurs, Luigi Cibrario et Giacinto di Collegno, sont chargés de la porter. Après un long voyage, jusqu'à Porto, ceux-ci trouvent le roi très fatigué moralement et physiquement. Urbano Rattazzi lit la missive au souverain, qui, très affecté répond :

« Je ne sais trouver d'expressions suffisantes pour remercier la Chambre. Elle ne pouvait rien faire qui me fût plus doux. Sa démonstration me sera d'une consolation éternelle pour ce qui me restait de temps à vivre. J'ai toujours et par-dessus tout, désiré l'estime et l'affection du pays. J'ai fait tout ce qui était en moi pour le triomphe de la cause italienne, et en cela je n'ai été conduit par aucune considération d'intérêt personnel. Pendant mes dix-huit années de règne, j'ai eu constamment en vue le plus grand bien de mes peuples. J'ai essayé d'en améliorer le régime et les institutions, mais j'ai toujours eu mes pensées tournées vers la nationalité et l'indépendance de l'Italie. »

Le roi meurt le 28 juillet 1849, à la suite d'une longue maladie. Urbano Rattazzi, de retour à Turin lira aux députés, la réponse du souverain, en soulignant que si les soldats de certains corps avaient combattu avec plus de conviction, les armées piémontaises auraient certainement remporté la victoire.

## Le nouveau roiVictor-EmmanuelII

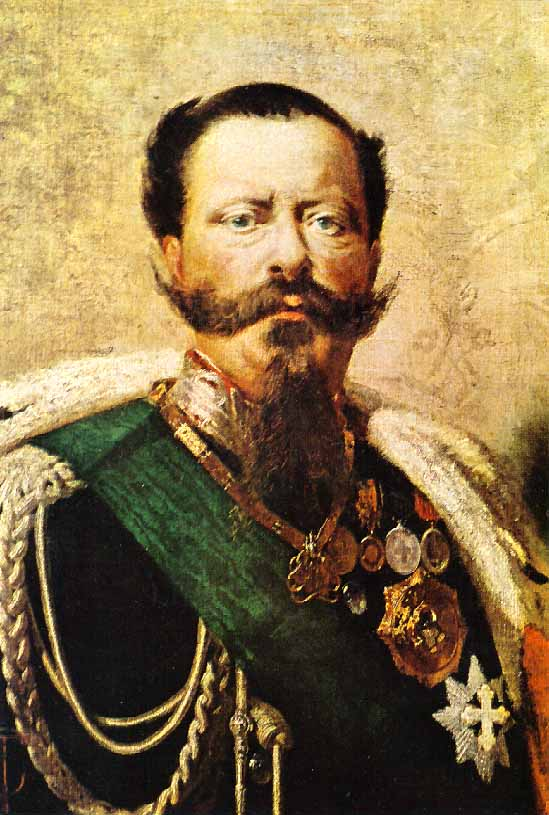
Portrait de Victor-Emmanuel II.

Le 29 mars 1849 le nouveau roi se présente devant le Parlement pour jurer fidélité et le jour suivant, il dissout ce même Parlement provoquant des élections. Le 11 mai 1849, le roi Victor-Emmanuel II, nomme Massimo d'Azeglio Premier ministre et ministre des Affaires étrangères.
Urbano Rattazzi, chef du centre gauche, dans son discours du 17 décembre 1850, sollicite un ministère. Partisan de l'action et de la fermeté, il déclare « lever haut ce drapeau sous lequel seul il peut espérer un vrai et sincère appui ». Le comte de Cavour, dans la séance du 30 janvier 1851, arbore le drapeau nommé par Urbano Rattazzi, en déclarant que lui et ses collègues sont prêts à se retirer pour éviter le statu quo'.
Camillo Cavour propose à Urbano Rattazzi une coalition politique et forme un nouveau parti gouvernemental libéral plus entreprenant. Cet accord permet à Rattazzi d'entrer au ministère de l'Intérieur. Le nouveau ministre de l'Intérieur, lassé des conditions du pouvoir, modifie ses vues politiques en se situant dès 1850 au centre gauche. Lors de la session de 1851 à 1852, son nouveau programme très national et dynastique aboutit, par une large majorité ministérielle, à sa nomination à la vice-présidence du Conseil des ministres. Lassé de la timidité de la droite et trouvant le parti du centre gauche à la hauteur de la situation, Cavour accepte une fusion avec le parti de Rattazzi. Cavour nomme Urbano Rattazzi au fauteuil de président de la Chambre du Conseil des députés au palais Carignan, présidence devenue vacante par la mort de Pier Dionigi Pinelli le 23 avril 1852.

### Principales lois Rattazzi
Principales lois votées par le Parlement, inscrites dans le code italien sur proposition d'Urbano Rattazzi, garde des Sceaux ou ministre de l'Intérieur, de 1851 à 1856.
- 6 juin 1851 : loi sur l'incarcération et la séparation des détenus ;
- 4 juillet 1851 : fixation du recensement décennal de la population ;
- 4 juillet 1851 : réorganisation administrative du culte israélite ;
- 23 juin 1854 : modifications pénales au sujet de la détention préventive (La Revue critique de législation et de jurisprudence, publiée à Paris, a cité cette loi comme une des plus libérales d'Europe en matière d'arrestation préventive) ;
- 5 juillet 1854 : loi pénale contre les délits ;
- 8 juillet 1854 : loi générale sur la sûreté publique ;
- 16 juillet 1854 : code de procédure civile ;
- 29 mars 1855 : loi dite « d'incamération »[d] contre les ordres religieux ;
- 19 mars 1855 : réorganisation des tribunaux de commerce ;
- 29 mai 1855 : suppression des ordres religieux et dispositions diverses ;
- 21 janvier 1856 : loi électorale ;
- 13 novembre 1859 : loi no 3781, sur l'organisation judiciaire, abolissant l'inamovibilité des juges, et accordant au ministère de la justice plus de pouvoir de contrôle sur la magistrature[24]. Cette loi est restée en vigueur jusqu'en 1946 en Italie.

### Le gouvernement en 1854

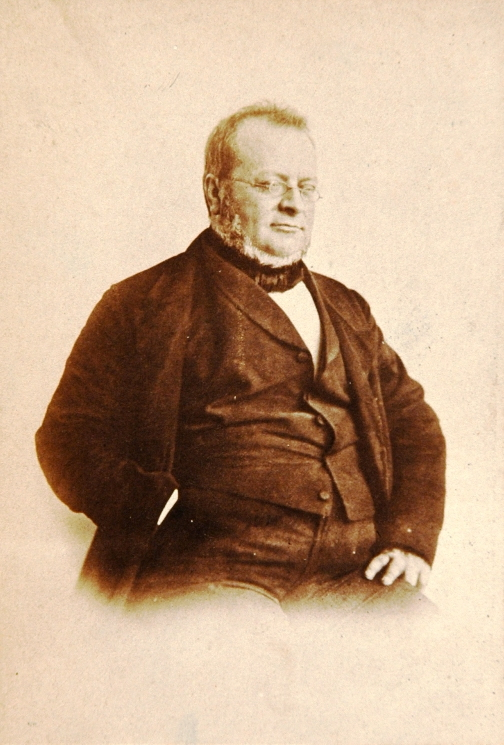
Portrait de Camillo Cavour.

Par résolution souveraine du 16 mars 1854, le roi Victor-Emmanuel II constitue son nouveau ministère :
- Le comte Camillo Cavour : président du Conseil et ministre des Finances ;
- Le général Giuseppe Dabormida : ministre des Affaires étrangères. Remplacé momentanément par Camillo Cavour, puis par Luigi Cibrario ;
- Urbano Rattazzi : ministre de l'Intérieur, chargé par intérim du portefeuille de la Justice et des Cultes. Il modifiera l'article 156 du règlement du 24 décembre 1854, qui obligera les greffiers des cours d'appel, à tenir un registre des réquisitions des tribunaux étrangers[25] ;
- Le lieutenant-général Alfonso Ferrero della Marmora : ministre de la Guerre et de la Marine. Remplacé par le général Giacomo Durando ;
- Pietro Paleocapa : ministre des Travaux publics ;
- Giovanni Lanza : ministre de l'Instruction publique[26].

### La loi Rattazzi et les corporations religieuses
Urbano Rattazzi ministre de l'Intérieur, donne son nom à une loi présentée à la chambre en 25 novembre 1854, relative aux corporations religieuses et à la saisie des biens ecclésiastiques. Cette saisie est un énorme soulagement pour le budget de l'État. La loi est saluée par tous, sauf par les religieux. Rattazzi durcit cette loi par une nouvelle loi qui interdit au clergé tout acte contraire aux institutions et aux intérêts de l'État. Il réussit à faire voter cette loi dite « d'incamération » du 29 mars 1855,, des biens ecclésiastiques, applicable au royaume d'Italie et aux provinces annexées. Cette loi touche très peu la Savoie, car la plupart des domaines appartenant aux couvents savoyards étaient déjà vendus sous la Révolution française.
La réponse ne se fait pas attendre, sous la forme d'une longue lettre du 3 juillet 1856, signée par Alexis, archevêque de Chambéry, André, évêque d'Aoste, Jean-François-Marcellin, évêque de Tarentaise, François-Marie, évêque de Maurienne, Louis, évêque d'Annecy, envoyée en copie conforme à « Urbano Rattazzi et Cavour ». Cette protestation ferme et digne des évêques de Savoie est dirigée contre les circulaires émises par Urbano Rattazzi et Gianni De Foresta. Voici un passage éloquent : « personne ne désire plus ardemment que les Évêques voir la paix se rétablir entre le clergé et le gouvernement, entre l'Église et l'État; mais, malheureusement, lorsque nous voyons que les journaux, même ceux qui paraissent être d'une manière particulière les organes du ministère, continuent de proférer impunément de grossières injures contre le Saint-Siège, lorsqu'on répand dans toutes les communes du royaume des circulaires ministérielles qui font de tout le clergé une classe de suspects, qui soumettent partout les prêtres et les évêques à la surveillance d'administrateurs souvent irréligieux et tracassiers, comme si l'on avait à cœur de les humilier de plus en plus, de les avilir, de leur enlever toute considération auprès des fidèles; oui, lorsque nous sommes obligés de supporter en silence tous les procédés désobligeants et hostiles, nous reconnaissons avec affliction que nous ne pouvons pas espérer encore prochainement cette paix que nous demandons à Dieu chaque jour »,.

### Le gouvernement en 1857

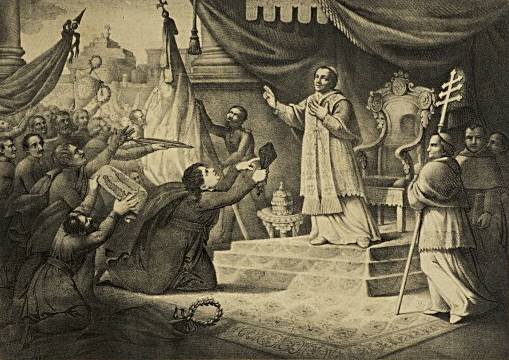
Pie IX bénissant les combattants pour l'indépendance italienne.

Par résolution souveraine de 1857, le roi Victor-Emmanuel II constitue son nouveau gouvernement :
- Camillo Cavour : ministre des Affaires étrangères et des Finances, président du Conseil ;
- Le lieutenant-général Alfonso La Marmora : ministre de la Guerre et de la Marine ;
- Urbano Rattazzi : ministre de l'Intérieur ;
- Giovanni Lanza : ministre de l'Instruction publique ;
- Gianni De Foresta : ministre de la Justice ;
- Pietro Paleocapa : ministre des Travaux publics[29].

### Les «cris de douleur»
Napoléon III ne fait pas grand secret de ses intentions après la rencontre de Plombières, il s'adresse en ces termes à l'ambassadeur autrichien : « Je suis désolé que nos rapports ne soient pas aussi bons que par le passé, je vous prie de communiquer à l'Empereur que mes sentiments personnels à son égard sont inchangés ». Le 10 janvier 1859, Victor-Emmanuel II s'adresse au parlement du royaume de Sardaigne avec la célèbre phrase des « cris de douleur », dont le texte original est conservé au château de Sommariva Perno.
Des volontaires arrivent au sein du royaume de Sardaigne convaincus que la guerre est imminente. Le roi commence à rassembler des troupes sur la frontière lombarde, vers le Tessin, pour amener l'Autriche à déclarer la guerre et obtenir ainsi l'aide française. L'Autriche envoie à Victor-Emmanuel II un ultimatum qui est repoussé. Le 29 avril 1859, la guerre éclate entre la Savoie et l'Autriche. Victor-Emmanuel prend le commandement de l'armée et laisse à son cousin, Eugène de Savoie-Villafranca, la protection de la ville et le contrôle de la citadelle de Turin.

### L'armistice de Villafranca
L'armistice et les préliminaires de Villafranca, signés le 12 juillet 1859 à Villafranca di Verona, en Vénétie perturbent Cavour qui, à cause de cet échec, donne sa démission. Le 19 juillet 1859, Urbano Rattazzi, avec l'aide du ministre Alfonso Ferrero della Marmora, du comte Gabrio Casati, du chevalier Luigi des Ambrois de Névache et de Giuseppe Dabormida, prend les affaires politiques en main. Le roi écrit : « J'accepte pour ce qui me concerne ». Cette réserve sera la naissance et la force de la nouvelle politique du cabinet de Rattazzi qui réussit à conserver la souveraineté sarde. L'Italie reconnaissante pour son tact et son patriotisme expérimenté, lui reconnaîtra une souplesse et une patience dans ces circonstances décisives et critiques de la négociation. Urbano Rattazzi est réélu président de la Chambre. Cavour ayant démissionné, Victor-Emmanuel II demande à Alfonso La Marmora et Rattazzi de former un nouveau gouvernement le 19 juillet 1859. Le cabinet d'Urbano Rattazzi, le 28 septembre 1859, écrit un mémorandum aux grandes puissances européennes, exposant les difficultés que présente une unification de l'Italie centrale. Il explique en ces termes : 

« ….. En présence d'événements aussi graves que ceux dont l'Italie centrale vient d'être le théâtre, le gouvernement du roi a le devoir de s'expliquer nettement sur la situation, et d'appeler l'attention la plus sérieuse des cabinets des grandes puissances sur des faits qui n'ont peut-être pas de précédents dans l'Histoire. Lorsque l'Autriche, au mois d'avril dernier, mettant fin tout à coup aux débats diplomatiques et, se dégageant des promesses formelles données à l'Europe, envahit le Piémont, l'Italie tout entière comprit qu'il ne s'agissait pas d'une question isolée et particulière au royaume sarde, mais que le son des armes allait décider de l'indépendance nationale et des destinées de la Péninsule.... »

 Rattazzi, chef du parti, dispose des pleins pouvoirs pour redessiner les frontières administratives du royaume de Sardaigne, sans qu'il soit nécessaire de passer par la Chambre (décret royal 3702 du 23 octobre 1859, décret Rattazzi).

### Le gouvernement du19 juillet 1859

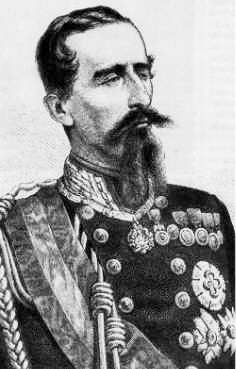
Alfonso Ferrero, marquis de La Marmora.

- Le général Alfonso La Marmora occupe la présidence du Conseil des ministres, tout en restant au département de la Guerre et de la Marine ;
- Urbano Rattazzi : reprend le ministère de l'Intérieur, et occupe la présidence de la Chambre des députés ;
- Le député Giovanni Battista Oytana : ministre de l'Économie et des Finances ;
- le député Vincenzo Maria Miglietti : ministre de la Justice, des Grâces, et du Culte ;
- Le général Giuseppe Dabormida : ministre des Affaires étrangères ;
- Le député Marquis Pietro Monticelli : ministre des Travaux publics ;
- M. Gasati, Lombard qui avait présidé le conseil en 1848, à l'époque de la première annexion, devient ministre de l'Instruction publique.

Le choix de ce ministère, est un acte d'opposition à l'empereur Napoléon III. Il fallait rapidement retirer les commissaires que Camillo Cavour avait envoyés et aussitôt préparer des lois pour assimiler les nouvelles provinces. Les indemnités demandées par l'Autriche pour frais de guerre, étaient inacceptables par le royaume savoyard. Le pays est ruiné, ses voies de communication, ses ponts, ses viaducs, ses chemins de fer sont détruits. L'Autriche prétend obtenir 600 millions de Lires, somme considérable, pour la Sardaigne. Celle-ci propose soit de céder la Lombardie comme indemnité de frais de guerre et d'indemniser la France, soit de supporter seule la dette lombarde. En échange l'Autriche céderait les forteresses de Peschiera, de Mantoue et ce qui a été retenu du territoire lombard.

### Annexion de la Savoie et du comté de Nice
En août 1859 la Savoie incertaine de son avenir, se partage entre partisans de l'attachement à la maison de Savoie et annexionnistes pro-français. Le gouvernement d'Urbano Rattazzi tente d'éviter les violences en suspendant la parution du Courrier des Alpes le 3 août 1859 (reprise des parutions le 1er décembre).
Urbano Ratazzi, opposé à la cession de la Savoie et de Nice, représentant du parti de l'action et adversaire de l'action extra-légale, rejette cette proposition et obtient un vote parlementaire négatif. Camillo Cavour désavoué, démissionne. Pour justifier cette cession, Cavour déclare à la chambre des députés : « La Savoie, berceau de la dynastie sarde depuis plus de huit siècles, demeure attachée au roi Victor-Emmanuel II. L'agrandissement du Piémont au côté de l'Italie centrale sans la Savoie, serait un affaiblissement militaire pour le royaume. La Savoie assure la dernière ligne de défense des Alpes, le Piémont ne peut tenir tête à l'Autriche, et encore moins résister à la France. Tant que l'Autriche demeure en possession d'une partie de la vallée du Pô, le Piémont considère comme nécessaire à sa sûreté la possession d'une partie de la vallée du Rhône. »
Rattazzi est forcé de dire qu'il n'avait pas conçu d'autre plan, et quelles que soient les différences d'esprit, qu'il n'a qu'un seul but politique, le même que Cavour, l'unification du royaume italien. À la séance de la Chambre des députés du 26 mai 1860, le parti de gauche soutenu par Urbano Rattazzi, soulève la question de la nécessité d'une rectification des frontières. Une commission mixte menée par un député déterminera, dans un esprit d'équité, les frontières des deux États, en tenant compte de la configuration des montagnes.

## Le royaume d'Italie
Le 17 mars 1861, le nouveau royaume d'Italie est proclamé. Le 6 juin 1861, le Premier ministre Camillo Cavour meurt, Victor-Emmanuel II demande au baron Bettino Ricasoli de former un nouveau ministère le 12 juin 1861. Le 2 mars 1862, Ricasoli méprisant les intrigues de son rival Urbano Rattazzi et à cause de ses penchants pour les comités de provvedimento (procédure, disposition), démissionne. Le roi charge Urbano Rattazzi de former une nouvelle équipe gouvernementale, le 3 mars 1862.

### Le gouvernement du3 mars 1862

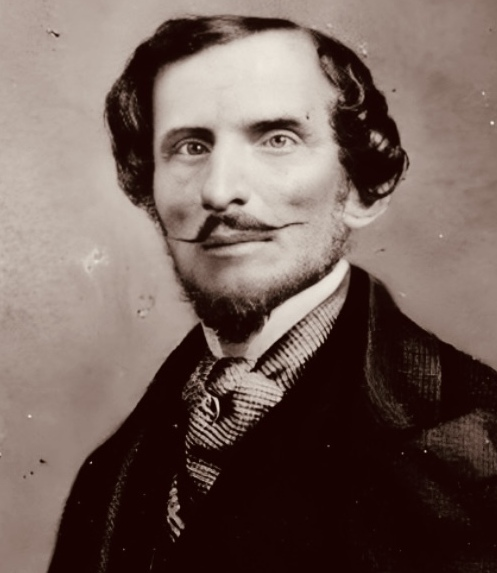
Bettino Ricasoli président de la Chambre des députés en 1862.

- Urbano Rattazzi : élu à l'unanimité, président du Conseil des ministres. Il garde provisoirement, le ministère de l'Intérieur et les Affaires étrangères jusqu'au 31 mars 1862 ;
- Giacomo Durando : ministre de l'Intérieur du 31 mars 1862 au 8 décembre 1862 ;
- Filippo Cordova : ex-ministre de l'Intérieur, à la suite de quelques mécontentements de la majorité, accepte le ministère de la Justice. On ne lui a jamais pardonné d'avoir poussé à la dissolution du ministère de Bettino Ricasoli ;
- Agostino Depretis : ministre de la Justice ; ancien prodictateur[k] de Garibaldi en Sicile, homme d'action conciliateur qui siège à gauche ;
- L'amiral Carlo Pellion di Persano : en 1861, il dirige l'escadre italienne à Gaëte : ministre de la Marine ;
- Quintino Sella : ministre des Finances ;
- Le marquis Gioacchino Pepoli, petit-fils du roi Joachim Murat, et beau-frère du prince de Hohenzollern : ministre de l'Agriculture et du Commerce ;
- Agostino Petitti Bagliani di Roreto, lieutenant général : ministre de la Guerre ;
- Pasquale Stanislao Mancini, avocat napolitain : ministre de l'Instruction publique ;

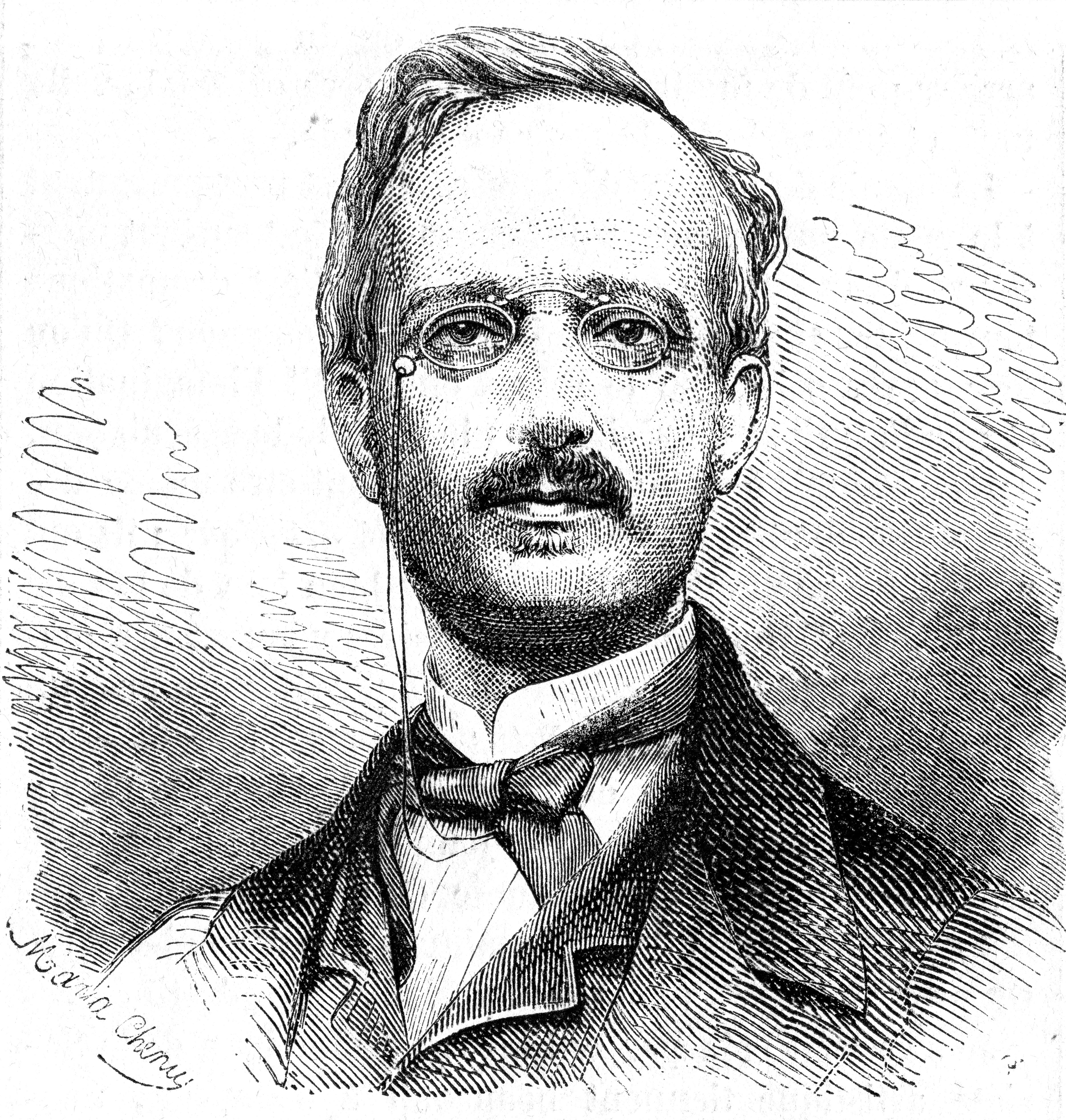
Président du Conseil des ministres (1862).

Le 27 mars 1862, un décret dissout l'ancienne armée méridionale pour la rattacher à l'armée régulière. Le 1er avril 1862, Urbano Ratazzi annonce à la chambre la démission de trois ministres, Filippo Cordova, Pasquale Stanislao Mancini et Enrico Poggi (ministre chargé des Affaires ecclésiastiques). Urbano garde la présidence du Conseil et le ministère de l'Intérieur, et nomme le général Giacomo Durando ministre des Affaires étrangères et Carlo Matteucci ministre de l'Instruction publique.
Les instances concertées du roi étant favorables, et l'activité économique d'Urbano Rattazzi avant la mort de Camillo Cavour permettent de reconstruire l'Italie. En 1862, à cause de la « question romaine » où le gouvernement italien semble s'accommoder de l'accord avec Napoléon III, Garibaldi tente à nouveau d'arriver à Rome avec 3 000 volontaires (Rattazzi laisse les recruteurs Garibaldiens enrôler publiquement ces volontaires). La réaction des Français oblige le gouvernement d'Urbano Rattazzi à intervenir et à envoyer Enrico Cialdini pour arrêter Garibaldi. Les combats ont lieu près de Gambarie le 29 août 1862. Garibaldi est blessé et fait prisonnier ainsi que ses partisans (bataille de l'Aspromonte) dont certains seront fusillés. Après sa guérison, Garibaldi est assigné à résidence dans sa villa de Caprera.
Urbano Ratazzi pour détourner l'attention du peuple d'une politique confuse, et éviter les obstacles diplomatiques, prépare, au conseil d'État, une loi règlementant les associations et réorganisant l'administration italienne : création d'une école normale de formation des professeurs à Pise, abaissement et unification du tarif postal, etc. Urbano Ratazzi annonce officiellement, le 12 juillet 1862, les fiançailles de la princesse Maria Pia de Savoie avec le roi Louis Ier de Portugal. Urbano rattazzi démissionne le 4 décembre 1862, prétextant que pour gouverner, il faut un appui majoritaire des partis. Les quotidiens rapportent que : « Monsieur Rattazzi, n'aura été ministre que juste le temps de faire tirer sur ses propres troupes ».

### Le gouvernement du8 décembre 1862

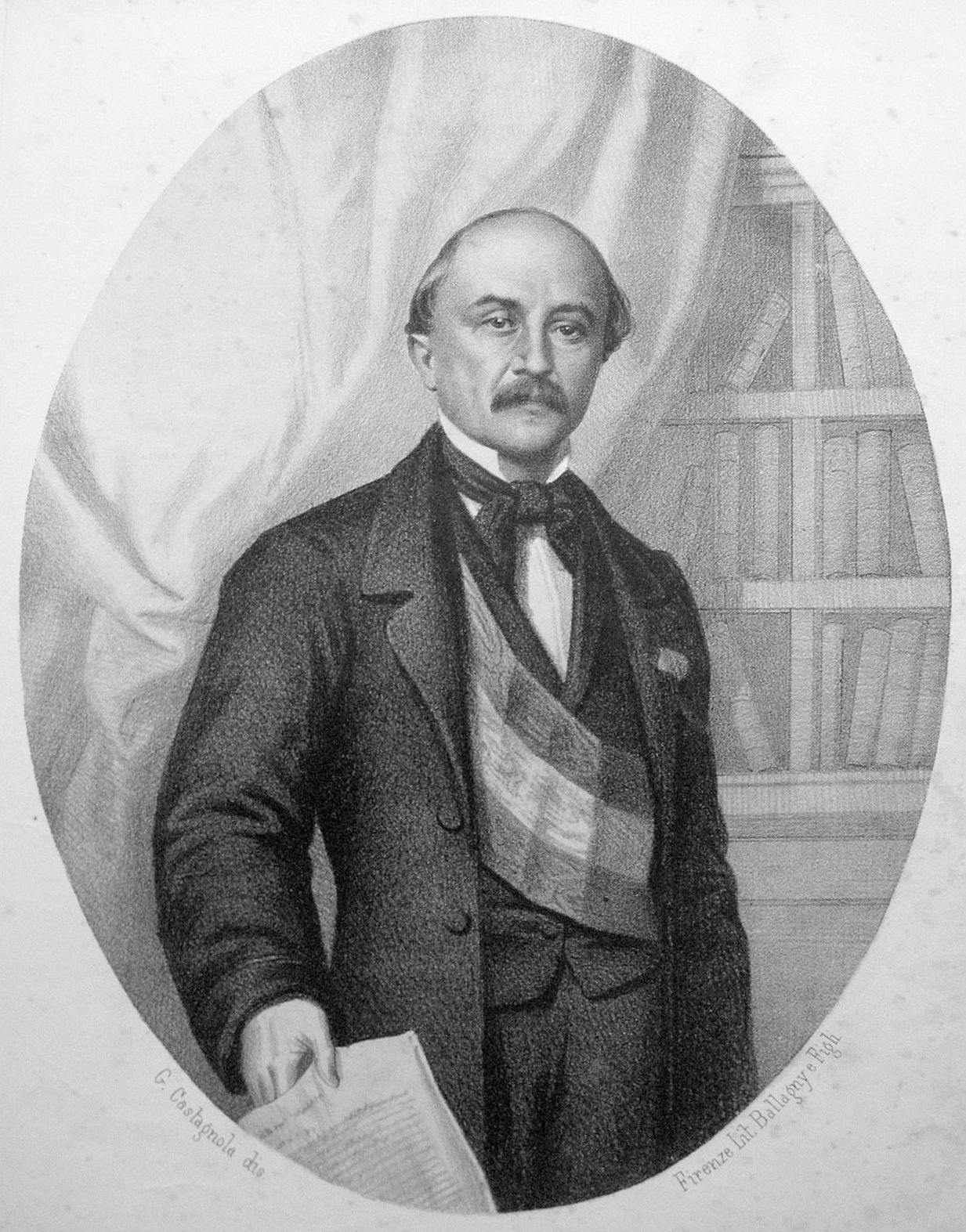
Luigi Carlo Farini président de la Chambre des députés fin 1862.

Le nouveau ministère formé le 8 décembre 1862 est composé de :
- Luigi Carlo Farini : président du Conseil ;
- Giuseppe Pasolini : ministre des Affaires étrangères ;
- Ubaldino Peruzzi : ministre de l'Intérieur ;
- Marco Minghetti : ministre des Finances ;
- Giuseppe Pisanelli : ministre de la Grâce et de la Justice ;
- Luigi Federico Menabrea : ministre des Travaux publics ;
- Le marquis Alessandro della Rovere : ministre de la Guerre ;
- Le marquis Giovanni Ricci : ministre de la Marine[43] ;
- Michele Amari : ministre de l'Instruction publique ;
- Giovanni Manna : ministre de l'Agriculture et du Commerce[44].

Ce nouveau gouvernement proposé par Luigi Carlo Farini rassemble tous les courants politiques. Il est le résultat de l'insuccès et de l'échec de la politique romaine d'Urbano Rattazzi. Dans son discours, Luigi Carlo Farini ne parle ni de Venise ni de Rome, mais du respect de la loi, dans les mêmes termes que l'aurait fait Urbano Rattazzi. La majorité de la Chambre, satisfaite d'avoir écouté ses rancunes, vote pour trois mois la levée des « douzièmes provisoires »,. Le gouvernement de Luigi Carlo Farini ne siège que jusqu'au 22 janvier 1863.
Trois gouvernements se succèdent Marco Minghetti, Alfonso La Marmora, et Alfonso Ferrero en cinq années. L'Italie est fatiguée, chancelante, au bord de la banqueroute, mais indépendante. Les hommes politiques traités d'assassins, ou de parricides à cause de la catastrophe d'Aspromonte, sont laminés. À la suite du départ à la retraite d'Antonio Scialoja, Bettino Ricasoli se retire avec son parti et cède sa place de président du Conseil, pour la troisième fois, et le portefeuille de ministre de l'Intérieur à Urbano Rattazzi en avril 1867. En raison de la démission du ministre des Finances Francesco Ferrara, à la suite du rejet du projet de loi sur la séparation de l'Église et de l'État, Urbano Rattazzi, est contraint d'assurer le portefeuille des finances, laissé vacant. En accord avec la Chambre et la commission qui proposent l'incamération, au profit de l'État, Urbano Rattazzi, auteur de la loi de 1855, vote ardemment la loi de 1866 dont les débats auront duré plus d'un mois.
Urbano Rattazzi demandait 600 millions pour combler le déficit et mettre fin au cours forcé, la commission n'offre que 400 millions. Le ministère Rattazzi, pris entre la droite et la gauche, use d'un stratagème parlementaire pour faire adopter la loi, devenue « Loi Rattazzi » grâce à ses discours enflammés, et à cause des modifications apportées. Cette loi qui impliquait un vote de confiance, est votée par 251 voix contre 40, et pour la seconde fois le mot connubio (mariage/union) est prononcé,. Urbano Rattazzi libre de disposer d'une somme de 400 millions, en émettant des obligations en paiement de biens ecclésiastiques, en économisant 50 millions et en créant des impôts nouveaux, réussit à éviter la banqueroute de l'État italien.

### Voyage du roi Victor-Emmanuel à Naples
Urbano Rattazzi soutient que la construction de routes, de voies de chemin de fer, de voies à travers les monts les plus isolés, est le meilleur moyen de pacifier, de civiliser et d'éviter le brigandage dans les nouvelles provinces. Le 25 avril 1862, sur ses conseils, le roi Victor-Emmanuel entreprend une visite à Naples pour annexer cette région, et entamer de nouvelles actions. Le 28 avril 1862, le roi est reçu avec enthousiasme par les napolitains et la garde nationale. Après quelques discours et parades, le souverain décrète une amnistie de la presse écrite et la restitution des gages du mont-de-piété. Il pose la première pierre d'un pont qui facilitera la communication entre la région sud et la région nord italienne, et inaugure la gare de chemin de fer de Naples. Urbano Rattazzi fait voter un enrôlement supplémentaire de 45 000 hommes, destinés à renforcer l'armée de 380 000 hommes, pour sécuriser les nouveaux territoires, ainsi qu'une loi contre la désertion.
Urbano Ratazzi le 21 juin 1862, fait appel au jugement de Dieu en se battant en duel pour injures avec Marco Minghetti, député et ministre de droite. Il reçoit, lors de ce combat, deux légers coups de sabre qui lui laisseront à vie deux cicatrices apparentes.

### Le gouvernement du10 avril 1867
Urbano Rattazzi rappelé à la tête du gouvernement, reprend son programme de lutte contre l'église et entreprend une conciliation secrète avec Giuseppe Garibaldi. Le nouveau ministère formé le 10 avril 1867 est composé de :
- Urbano Rattazzi : Premier ministre et ministre de l'Intérieur ;
- Pompeo di Campello : ministre des Affaires étrangères ;
- Francesco Ferrara : ministre des Finances ;
- Sebastiano Tecchio : ministre de la Grâce et de la Justice ;
- Antonio Giovanola : ministre des Travaux publics ;
- Genova Giovanni Thaon di Revel : ministre de la Guerre ;
- Federico Pescetto : ministre de la Marine ;
- Michele Coppino : ministre de l'Instruction publique ;
- Francesco de Blasiis : ministre de l'Agriculture et du Commerce..

## L'échec à Rome
En 1867, Garibaldi candidat de gauche anticlérical aux législatives, est arrêté, assigné à résidence sur son île de Caprera ; il s'évade en octobre pour reprendre son combat contre les troupes françaises et pontificales. Il organise une troisième expédition sur Rome, capitale des États pontificaux, dont le pape est le souverain.
À la fin de l'année 1867, la question de l'indépendance papale inquiète le monde entier, en particulier les pays catholiques d'Europe et l'Amérique du Sud. Le gouvernement romain recrute des soldats et accueille des volontaires venus de tous les États catholiques. Urbano Rattazzi affirme que, pour protéger la sécurité du Saint-Siège, il est indispensable que les troupes italiennes occupent Rome et les États pontificaux,. Le gouvernement français répond que cette situation se trouve déjà réglée par la convention italienne du 15 septembre 1864 qui garantit la sécurité du territoire pontifical.
Lettre envoyée le 30 septembre 1867, du chargé d'affaires de France à Florence, au ministre des Affaires étrangères de l'Empire français publiée par La Dépêche télégraphique :

« Je viens de voir M. Rattazzi ; il m'affirme qu'aucune agression sérieuse ne peut être tentée sur les frontières pontificales ; qu'il renforce l'armée d'observation de toutes les troupes appelées à Florence pour réprimer les derniers désordres et qu'il renouvelle tous les jours ses ordres de surveillance active et de répression sévère. »

Peu après, le 27 octobre 1867, Urbano Rattazzi, appuyé par le roi, démissionne et se retire définitivement du gouvernement. Le général Luigi Federico Menabrea devient président du Conseil et reconstitue, en 1869, un nouveau cabinet plus en harmonie avec les vœux du peuple.
Lors d'une visite à Paris, le 2 octobre 1868, Hélène Ramorino, fille du général Gerolamo Ramorino, fusillé pour trahison, tente de rencontrer Urbano Rattazzi pour réhabiliter la mémoire de son père. Rattazzi n'a pas le courage de la recevoir et fait dire, par sa femme de chambre, qu'il « était parti… et que ce nom lui était inconnu ».
Urbano Rattazzi, oublié de tous, meurt à l'âge de 65 ans, dans sa villa de Frosinone le 5 juin 1873.

## Famille

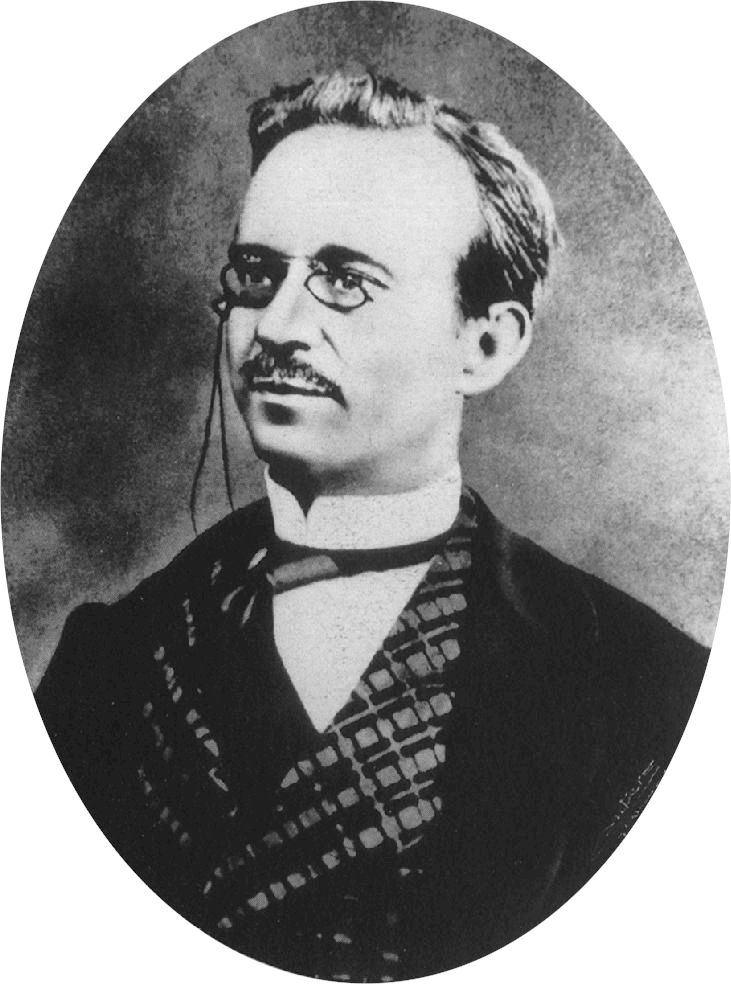
Urbano Rattazzi.

Urbano Rattazzi épouse le 5 février 1863 à Turin, Marie de Solms née Bonaparte-Wyse (1831-1902), petite-fille de Lucien Bonaparte, et sœur de Lucien Napoléon Bonaparte-Wyse, promoteur du canal de Panama. Âgée de 32 ans, la jeune épouse Marie-Letizia Wyse est déjà veuve de Frédéric-Joseph, comte de Solms,. Le 5 février 1869, Urbano fête de façon grandiose, au Grand Hôtel de Nice (devenue française), l'anniversaire de son mariage. Urbano Rattazzi n'a eu aucun héritier de cette unique union.

## Décorations
- Chevalier de l'ordre suprême de la Très Sainte Annonciade - 1867
- Chevalier grand-croix de l'ordre des Saints-Maurice-et-Lazare - 1867